# Ang Non II

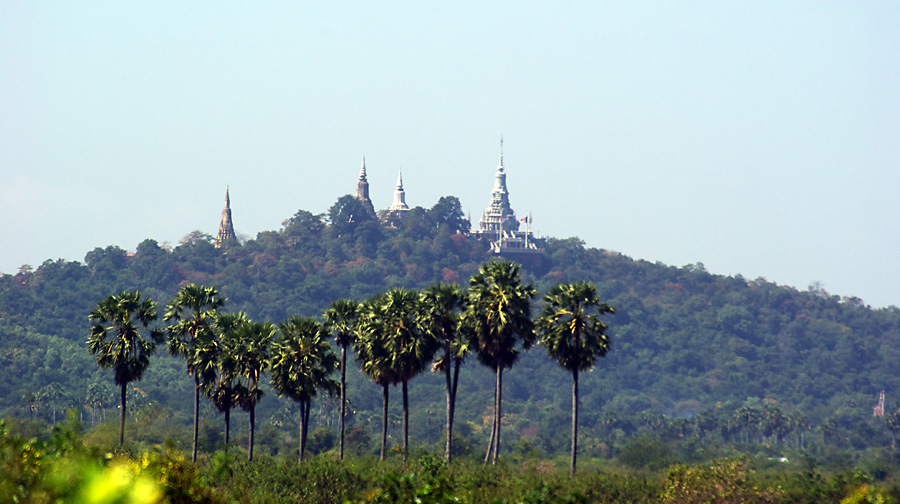
Vid foten av berget Phnom Oudong, nordväst om Phnom Penh, var Oudong kungligt residens och Kambodjas huvudstad under mer än 250 år fram till 1866

Ang Non född 1739, död augusti 1779, var kung av Kambodja 1775-1779 under namnet Ramathipadi IV. Son till kung Satha II och kusin till den tidigare regenten Outey II. Under hans regeringstid var Kambodja under Siam-Vietnamesiska kriget 1769-1773 var olika delar av landet erövrat av de två konkurrerande grannländerna Siam och Vietnam. 

## Biografi
Ang Non växte upp som son till kung Satha II, i ett belägrat Kambodja. Landet i stort var ett lydrike åt Siamriket, medan de mest östra delarna stod under vietnamesisk kontroll.  Kung Outey II slutade stödja den Siamesiska kungen Taksin, som svarade med att invadera Kambodja, brände ned Phnom Penh, och han tvingade Outey II att abdikera. 
Ang Non accepterade att bli skuggregent åt Siam, och Taksin installerade Ang Non som kung av Kambodja med det nya namnet Ramathipadi IV.
Ang Non förde ett aggressivt krig mot Vietnam. Han utnyttjade mycket strategiskt Tay Son-upproret 1771-1802 i Vietnam, under vilket kejsarstaden Hue invaderades och Nguyendynastin avsattes. Han erövrade flera vietnamkontrollerade provinser som My Tho och Vinh Long tillbaka till Kambodja.
1769 avsattes Ang Non av sin bror, med hjälp av vietnam, och brodern underlät att betala tribut åt Siam, varför västra Kambodja invaderades av siamesiska styrkor, ledda av kung Phya Taksin (1734-1782), som besatte Siem Reap och Battambang.
Detta följdes av en vietnamesisk motattack mot de Siamesiska städerna Trat och Chanthaburi, vilken resulterade i förnyade attacker från Siam, vilken resulterade i att Ang Nons bror flydde till Vietnam, och Ang Non åter placerades som kambodjansk lydkung åt Siam.
Vienam reagerade med en ny invasion, och en flotta som seglade uppför Mekongfloden, anlände till Phnom Penh och vann kriget i området, varpå Ang Nons bror åter blev lydkung åt Siam, och 1775 blev han kung av Kambodja.
1773 förlorade åter Vietnameserna, och med stöd av Siam regerade Ang Non åter som kung  fram till 1779, när han mördades av vietnameserna vid Phanom Kamraeng nära staden Oudong.
Hans fyra söner avrättades samma år vid fortet i Banthaiphet, och hans yngsta son, den då sjuårige Ang Eng valdes till kung 1779.